# منتوهاریو
مَنْتوهاریو (به فنلاندی: Mäntyharju) یک منطقهٔ مسکونی در فنلاند است که در ساوونیای جنوبی واقع شده‌است.

## خواهرخوانده
شهر بخش سفله خواهرخواندهٔ منتوهاریو هست.